# 安派爾 (密蘇里州)
安派爾（英語：Umpire）是位於美國密蘇里州賴特縣的非建制地區。

## 歷史
安派爾的郵局於1884年設立，其後於1910年停運。

## 地理
安派爾所處的海拔為高於海平面393米（即1289英呎），而該地所採用的時區為UTC-6，即北美中部時區（CST）。同時該地設有夏令時間，為UTC-6調快一小時，即UTC-5（CDT）。